# Triparanol
Triparanol (INN, BAN) (tên thương hiệu và mã phát triển MER / 29, cũng như nhiều tên thương hiệu khác), được cấp bằng sáng chế vào năm 1959 và được giới thiệu tại Hoa Kỳ vào năm 1960, là sự thuốc giảm tăng cường cholesterol tổng hợp. Nó đã bị thu hồi vào năm 1962 do các tác dụng phụ nghiêm trọng như buồn nôn và nôn, giảm thị lực do đục thủy tinh thể không hồi phục, rụng tóc, rối loạn da (ví dụ như khô, ngứa, bong tróc và kết cấu "vảy cá") và tăng tốc xơ vữa động mạch và bây giờ được coi là lỗi thời.
Thuốc hoạt động bằng cách ức chế 24-dehydrocholesterol reductase, xúc tác bước cuối cùng của quá trình sinh tổng hợp cholesterol, chuyển đổi desimumerol thành cholesterol. Điều này dẫn đến sự tích lũy mô của desimumerol, do đó chịu trách nhiệm cho các tác dụng phụ của triparanol. Không giống như statin, triparanol không ức chế men khử HMG-CoA, enzyme giới hạn tỷ lệ trong sinh tổng hợp cholesterol, và ngược lại với triparanol, statin có thể làm giảm đáng kể nồng độ cholesterol mà không dẫn đến tích tụ các chất trung gian như desimumerol. Tên mã phát triển của triparanol, MER / 29, trở nên nổi tiếng đến mức nó trở thành tên thương mại đã đăng ký của thuốc.
Estrogen được biết là làm giảm mức cholesterol, nhưng tạo ra tác dụng phụ như gynecomastia và giảm ham muốn ở nam giới. Người ta hy vọng rằng một loại thuốc có thể được phát triển mà thiếu tác dụng estrogen quá mức nhưng vẫn làm giảm mức cholesterol. Triparanol là một triphenylethanol và có nguồn gốc từ chlorotrianisene (TACE), một triphenylethylene estrogen không steroid, và triphenylethanol chống dị ứng ethamoxytriphetol (MER-25). Bộ điều biến thụ thể estrogen chọn lọc clomifene cũng có cấu trúc liên quan đến triparanol. Các nhà phát triển của triparanol gọi đùa là "estrogen không estrogen".